# Salvenach
Salvenach is een plaats en voormalige gemeente in het Zwitserse kanton Fribourg en maakt deel uit van het district See/Lac.
Salvenach telt 465 inwoners.
Op 1 januari 2016 ging Salvenach op in de buurgemeente Murten.

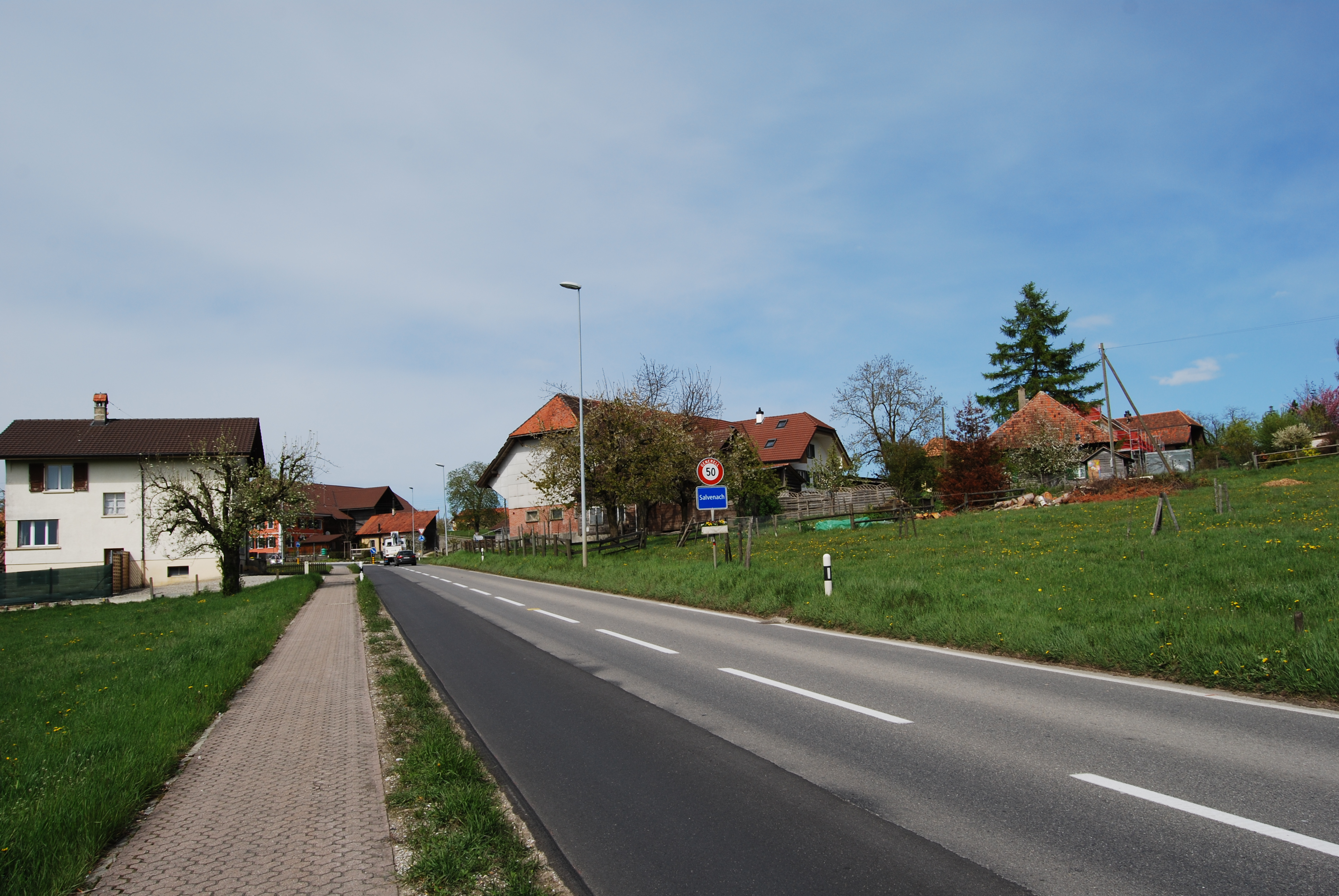
Salvenach